# Concepción Loring
María de la Concepción Loring y Heredia (Málaga, 4 de marzo (o mayo) de 1868-Madrid, 20 de junio de 1935), conocida como marquesa viuda de la Rambla, fue una política española reconocida como la primera mujer en la historia que habló en el hemiciclo del Congreso de los Diputados durante la Asamblea Nacional (1927-1929) del Directorio civil de Primo de Rivera.

## Biografía
Loring era hija de Jorge Loring y Oyarzábal, primer marqués de Loring, y la investigadora y filántropa Amalia Heredia Livermore.   
Nació en Málaga pero trasladó su residencia a Úbeda al casarse en 1893 con Bernardo de Orozco y Moreno, marqués de la Rambla y grande de España. Allí creó en 1909 el Comité Local de la Cruz Roja que ella misma presidió. También fue miembro de Acción Católica de la Mujer.   
El rey Alfonso XIII reconoció su labor de carácter filantrópico, económico y social con la concesión de la Banda de Oro de Dama Noble de la Orden de María Luisa en cuya entrega participó la reina Victoria Eugenia.

### Miembro de la Asamblea Nacional
Su formación e inquietudes la convirtieron en candidata idónea para el proyecto de regeneración social de España del Directorio Civil que planteó Primo de Rivera y a los 59 años, como marquesa viuda de la Rambla, fue una de las quince mujeres elegidas para formar parte de la Asamblea Nacional como representante de la vida nacional por sus actividades profesionales y sociales y fue la única de las asambleístas elegidas por haber destacado en actividades de la vida nacional que poseía un título nobiliario.
Tras conocer su designación el Heraldo de Madrid en su artículo «Las mujeres en la Asamblea» recoge su testimonio: «a mi las cuestiones que más me interesan son las religiosas. Lo que he de procurar ante todo es conseguir que se otorgue el debido respeto a nuestra religión; que el Estado la venere, la proteja y la haga respetar por todos».

#### Las mujeres de la Asamblea Nacional Consultiva
La Asamblea tenía como misión principal la redacción de una nueva Constitución para España y estaba formada por 429 personas. Entre las mujeres elegidas, dos de ellas seleccionadas como representantes del Estado —Isidra Quesada y Gutiérrez de los Ríos, condesa viuda de Aguilar de Inestrillas del Real Patronato de la Trata de Blancas y Trinidad von Scholtz-Hermensdorff y de Behrz, duquesa viuda de Parcent, dama de la reina— y el resto en función de sus propios méritos y como representantes de diversas «actividades de la vida nacional» estaban desde María de Maeztu (ya entonces directora de la Residencia de Señoritas), Carmen Cuesta del Muro (primera española doctora en Derecho y vinculada la Institución Teresiana) que fue secretaria de la Asamblea, Blanca de los Ríos (escritora), Natividad Domínguez (de la Asociación para la Enseñanza de la Mujer, profesora de Comercio y formada en los ideales pedagógicos krausistas), cinco mujeres vinculadas a la Acción Católica de la Mujer: Josefina Olóriz (secretaria de la Escuela Normal de Maestras de Guipúzcoa, concejala en San Sebastián y participante en el Congreso Eucarístico Internacional celebrado  en Logroño en 1927),  María de Echarri (concejala de Madrid ) María López Monleón (vocal de la Confederación Nacional de Obreras Católicas), Teresa Luzzatti y María López de Sagreso (concejala en Barcelona y vocal de su Junta Provincial de Protección a la Infancia). También Blanca de los Ríos y la marquesa de la Rambla tenían vínculos con la ACM. Se sumaron Esperanza García de Torre de Luca de Tena, Micaela Díaz Rabaneda, Dolores Cebrián de Besteiro y Fernández de Villegas, o la propia marquesa viuda de La Rambla cuyo nombre, Concepción Loring, no aparece en el diario de sesiones. En febrero de 1928 se incorporó la periodista María Dolores Perales y González Bravo (concejala del Ayuntamiento de Madrid) y finalmente a tres semanas de su disolución, a finales de enero de 1930 se incorporaron Maria Doménech de Cañellas, escritora y activista catalana, presidenta de la católica Federación Sindical de Obreras y la abogada valenciana Clara Frías Cañizares.

#### Primera intervención en el hemiciclo
Concepción Loring, intervino en la Asamblea el 23 de noviembre de 1927 convirtiéndose en la primera mujer en la historia del Congreso de Diputados en intervenir en el hemiciclo. En su intervención defendió ante el ministro de Instrucción Pública y Bellas Artes, Eduardo Callejo de la Cuesta que la enseñanza de la religión fuera obligatoria en el bachillerato. Según se refleja en el Diario de Sesiones la oradora arrancó saludando al Gobierno y casi pidiendo disculpas por intervenir:

Sintiendo después la necesidad de encontrar disculpa por lo que pudiese parecer osadía (y, es obligación precisa) el ser la primera mujer que hace uso de la palabra desde ese sitio, y siendo tan notoria la superior competencia de mis compañeras. (...) De las madres salen por lo general los verdaderos creyentes; pero, aparte de que no todos las tengan capacitadas para tales enseñanzas, ¿vamos a contentarnos con que las futuras clases directoras de la nación no tengan más conocimiento religioso que unas nociones de Catecismo aprendidas en el hogar y ampliadas en la escuela?

En su respuesta el ministro de Instrucción Pública y Bellas Artes destacó el momento histórico de que por primera vez una mujer hablara en el hemiciclo señalando que el tema era simpático, muy español y genuinamente femenino: 

felicitándola muy afectuosa y sinceramente, por haber sido la primera dama que habla en la Asamblea y podemos decir también en este recinto. Hecho y momento histórico que conviene señalar. Además ha elegido un tema muy simpático, muy español y genuinamente femenino, porque es hermoso ver como estas damas, que el Gobierno quiso traer a la Asamblea para que la mujer participase políticamente en la gobernación del Estado, vienen a propugnar por ideales que les son tan queridos, por algo que representa como un fondo racial: el defender la educación religiosa para los pueblos. También la felicito por el acierto con que se ha producido, con frases de verdadera elocuencia en que palpitaban el calor de la convicción y de un sentimiento emocional.

El guion previsto se rompe por parte del presidente de la Asamblea, Miguel Primo de Rivera, marqués de Estella, quien también destaca el momento histórico de la iniciación de las mujeres en la política española con reproches al excesivo celo de ciertos sectores sociales demasiado conservadores y tradicionalistas.
Finalmente el presidente de la Asamblea José Yanguas Mesía señaló en referencia a las mujeres que acudieron a la reunión de la Asamblea: «las tribunas tan repletas de una manifestación numerosísima del bello sexo que pone de relieve el interés que le inspira un tema como el que la Sra. Marquesa de la Rambla ha traido a la Asamblea, pasando por el sacrificio que supone para estas señoras y señoritas no sólo el permanecer largo rato soportando la incomodidad de estos asientos, sino el estar silenciosas»
Concepción Loring falleció en Madrid el 20 de junio de 1935.

## Vida personal
Era hermana de un Loring que fue asesinado siendo alcalde de Málaga. Se casó en Málaga en 1893 con Bernardo de Orozco y Moreno, marqués de La Rambla, grande de España y diputado a Cortes por Úbeda. Tuvieron dos hijos, Bernardo (marqués de La Rambla, fallecido el 24 de septiembre de 1918), y Amalia (marquesa de San Juan de Buenavista), casada con don Fernando Meneses y Puertas.